# Беликов, Сергей Трифонович
Сергей Трифонович Беликов (12 декабря 1921 год, село Беззаботовка — 25 августа 1995, Константиновка, Донецкая область) — старший аппаратчик Константиновского химического завода Министерства химической промышленности СССР, Донецкая область. Герой Социалистического Труда (1966). Член Ревизионной комиссии КПУ (1971—1976).

## Биография
Родился 12 декабря 1921 года в крестьянской семье в селе Беззаботовка. Участвовал в Великой Отечественной войне. Служил в пограничных войсках НКВД. После демобилизации четверть века проработал старшим аппаратчиком в башенном цехе Константиновского химического завода. В 1951 году вступил в КПСС.
В 1966 году удостоен звания Героя Социалистического Труда «за выдающиеся заслуги в выполнении планов семилетнего плана и достигнутые высокие технико-экономические паказатели».
После выхода на пенсию проживал в городе Константиновка.

## Награды
- Герой Социалистического Труда — указ Президиума Верховного Совета от 28 мая 1966 года
- Орден Ленина
- Орден Отечественной войны 2 степени (1985)
- Почётный гражданин города Константиновка (1967)
- Отличник химической промышленности УССР
- Отличник химической промышленности СССР